# Sometime Samurai
(Alguna vez Samurai en español)
Es una canción del DJ japonés Towa Tei y la cantante australiana Kylie Minogue, para el álbum de Towa Tei Flash. La canción fue producida por Towa Tei y recibió una recepción positiva por parte de los críticos. La canción fue lanzada como el primer sencillo promocional en la primavera del 2005 y se convirtió en una de las canciones más exitosas de Tei en Japón, alcanzando la lista de los diez más populares en el Hot 100 de radio Tokio.
Fue originalmente grabada como un demo junto con GBI: German Bold Italic en 1996, pero permaneció inédita durante ocho años hasta que Minogue tuvo la oportunidad de volver a grabar su voz en 2004. Antes de su inclusión en Flash, la canción era un gran misterio para muchos fanes, después de haber oído hablar de la canción en el libro La La La de Minogue y William Baker. La canción fue escrita en alusión al entonces novio de Kylie, Stéphane Sednaoui.
Se grabó un vídeo para la canción, que sin embargo no cuenta con Minogue porque estaba ocupada en su gira Showgirl: The Greatest Hits Tour. Minogue grabó un vídeo para su gira KylieX2008 como un telón de fondo antes del acto Naughty Manga Girl.

## Antecedentes y composición
En 1996, regresando a un estudio en Sangenjaya, Japón, luego de salir por unos tragos, Towa Tei recibió un fax escrito a mano que tenía “una clase de dibujo” y decía “¡Música contigo! Kylie. Llámame”. Luego, ella iría a presentarse en Japón y conoció a Tei. Trataron de hacer algunas canciones para su álbum en Sangenjaya. Los resultados de la sesión fueron "GBI (German Bold Italic)" y un demo de “Sometime Samurai” con la percusión de Chisato Moritaka incluida. “GBI” sería lanzado como sencillo en 1997, mientras la otra fue dejada sin completar.
A Kylie le gustaba especialmente “Sometime Samurai”, pero su compañía discográfica no la comprendía, y fue ignorada. Para cuando Tei estaba trabajando en su quinto álbum de estudio Flash a finales de 2003, Kylie se contactó con Tei por primera vez en años, le dijo: “Tampoco puedo superar esa canción. Debería poder cantarla mejor ahora, así que me gustaría regrabarla. ¿Puedes venir a Londres?”. La canción fue finalmente completada en Londres y luego incluida en el álbum de Tei.
Dan Grunebaum, de la revista japonesa en inglés Metropolis describió la pista: “Es casi tan ‘kitsch’ como podría ser, con la ágil Minogue borboteando en un patrón de beats house y elásticos sitars ‘sampleados’”.

## Lanzamiento
Los planes de lanzamiento en el Reino Unido para “Sometime Samurai” tuvieron que ser cancelados luego de su diagnóstico de cáncer de mama; en Japón el sencillo nunca fue completamente lanzado por la misma razón, y se mantuvo como solo un sencillo promocional de radio, donde se convirtió en un notable hit radial. Un video fue también producido, pero no muestra ni a Kylie ni a Towa Tei.

## Presentaciones en vivo
Aunque nunca fue interpretada en vivo, “Sometime Samurai” fue usada en la sección “Naughty Manga Girl” de la gira KylieX2008 como un video de intermedio, precediendo a la presentación de “Come Into My World”. El video muestra a Kylie vestida como Geisha bailando entre flores; también interpolaba partes de “German Bold Italic”.

## Posición en listas
| Gráfico Japón             | Máxima Posición |
| ------------------------- | --------------- |
| Japan (ZIP FM Dance Hits) | 1               |
| Japan (Kanazawa)          | 2               |
| Japan (ZIP FM Hot 100)    | 2               |
| Japan (Inter FM)          | 6               |
| Japan (Tokio Top 100)     | 6               |
| Japan (Kiss FM)           | 13              |